# 剑川路站
剑川路站位于中华人民共和国上海市闵行区颛桥镇沪闵路与剑川路交叉口，是上海地铁5号线的地铁车站。本站现作为第二批试行“闸机常开”模式的车站之一。

## 车站结构

### 车站楼层
| 地上二层 | 侧式站台，右侧开门 | 侧式站台，右侧开门                          | 侧式站台，右侧开门 | 侧式站台，右侧开门 |
|          | ①站台              | █ 5号线 往莘庄（北桥）                      |                    |                    |
|          | ②站台              | █ 5号线 往奉贤新城或闵行开发区（东川路）    |                    |                    |
|          | 侧式站台，右侧开门 |                                             |                    |                    |
| 地面层   | 站厅及出入口       | 1-2出入口、票务服务、自动售票机、人工服务台 |                    |                    |

- 安装半高式安全门前的车站站台
- 安装安全门后的车站站台
- 站厅

## 车站出口
剑川路站共有2个出入口，各出入口如下所示：
| 出口编号            | 出口指示 | 照片 |
| ------------------- | -------- | ---- |
| 1 · 出口 · （设有） | 沪闵公路 |      |
| 2 · 出口            | 剑川路   |      |
| 图例： 设有         |          |      |

## 公交换乘
- 沪闵路剑川路公交站：143路、816路、881路、虹桥枢纽4路、虹桥枢纽5路、徐闵线、莘海专线、莘团线、闵吴线、闵行41路
- 剑川路沪闵路公交站：莘南专线、闵行16路